# والماکا

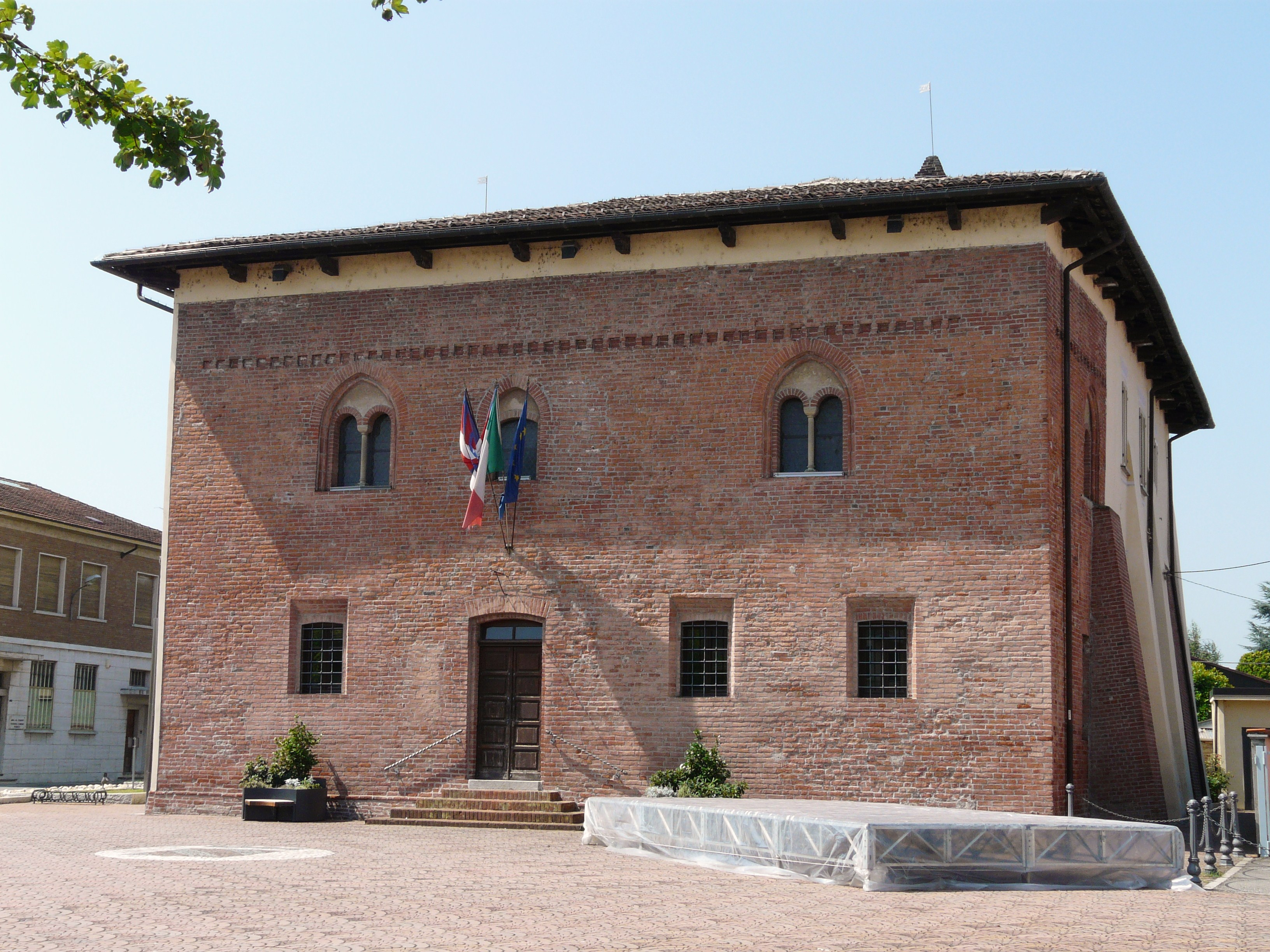
منطقه مسکونی در ایتالیا

والماکا (به ایتالیایی: Valmacca) یک کومونه در ایتالیا است که در استان آلساندریا واقع شده‌است.

## خصوصیات
والماکا ۱۲٫۶ کیلومترمربع مساحت و ۱٬۰۸۹ نفر جمعیت دارد.